# Grauer Storchschnabel
Der Graue Storchschnabel (Geranium cinereum) ist eine Pflanzenart aus der Gattung der Storchschnäbel (Geranium) in der Familie der Storchschnabelgewächse (Geraniaceae).

## Merkmale
Der Graue Storchschnabel ist eine ausdauernde krautige Pflanze, mit einem Rhizom, die Wuchshöhen von 10 bis 20 Zentimeter erreicht. Die blaugrünen, rundlichen Laubblätter messen im Durchschnitt meist bis 5, selten bis 7 Zentimeter. 
Die zwittrige, radiärsymmetrische Blüte ist fünfzählig. Die fünf freien Kelchblätter sind anliegend behaart. Die fünf freien Kronblätter sind hell rosalila mit dunkleren Adern.
Die Blütezeit reicht von Juni bis September.
Die Chromosomenzahl beträgt 2n = 28.

## Vorkommen
Der Graue Storchschnabel kommt im westlichen Mittelmeergebiet in Spanien und Frankreich auf steinigen Matten im Gebirge vor.

## Nutzung
Der Graue Storchschnabel wird zerstreut als Zierpflanze in Steingärten genutzt. Er ist seit spätestens 1830 in Kultur. Die Sorte 'Ballerina' blüht reich und lange.